# Runeč
Runeč (prleško Rüneč) je naselje v Občini Ormož.